# Melitó de Sardes
Melitó, en llatí Melito, en grec antic Μελίτων, mort a Sardes cap al 190, fou un escriptor cristià eminent que va viure al segle ii. Va ser contemporani d'Hegèsip de Jerusalem, Dionís de Corint, Apol·linar de Hieràpolis i altres. Va ser un dels primers escriptors cristians posteriors als apòstols, i és considerat un dels pares apologètics de l'Església. Se l'honora com a sant a diverses confessions cristianes.

## Biografia
De la seva història personal se'n sap molt poc. Els epítets Asianus i Sardensis que li dona Jeroni d'Estridó corresponen als llocs on va tenir autoritat, no al lloc de naixença. Fou bisbe de Sardes probablement quan Servili Paule era procònsol d'Àsia en temps de Marc Aureli. En la persecució dels cristians de l'època, on fou martiritzat Sagaris, Melitó va compondre la seva obra Apologia, probablement vers el 169. Segons Eusebi de Cesarea, fou martiritzat cap al 190. Una carta de Polícrates d'Efes al papa Víctor I de prop de 194 diu que Melitó havia estat sebollit a Sardes. Polícrates l'anomena eunuchus, però es creu que fa referència a la seva inviolada castedat.

## Obres
Les obres de Melitó són les següents, encara que només se'n conserven fragments:
- 1. Περὶ τοῦ πάσχα δύο, De Pascha Libri duo, sobre l'establiment de la data de celebració de la Pasqua.
- 2. Περὶ πολιτείας καὶ προφητῶν, De Recta Vivendi Ratione (s. de Recta Conversatione) et de Prophetis., sobre la vida dels profetes.
- 3. Περὶ ἐκκλησίας, De Ecclesia, sobre l'Església.
- 4. Περὶ κυριακῆς, De Die Dominica, sobre la celebració del diumenge.
- 5. Περὶ φύσεως ἀνθρῶπου, De Natura Hominis, sobre la naturalesa de l'home. El títol també s'ha interpretat Περὶ πίστεως ἀνθρώπου, De fide Hominis, sobre la fe de l'home
- 6. Περὶ πλάσρεως, De Creatione, sobre la creació.
- 7. Περὶ ὑπακοῆς πίστεως αισθητηρίων, De Obedientia Sensuum Fidei praestanda s. De Obedientia Sensuum Fidei, segons Nicèfor Cal·list Xantopul són dues obres diferents.
- 8. Περὶ ψυχῆς καὶ σώματος ἢ νοός, De Anima et Corpore seu de Mente, sobre l'ànima el cos i la ment, o segons Jeroni d'Estridó, De Anima et Corpore de l'ànima i del cos.
- 9. Περὶ λουτροῦ, De Baptismate s. De Lavacro, Sobre el baptisme o la neteja. Segons Eusebi de Cesarea seria una part de l'ora anterior
- 10. Περὶ ἀληθείας, De Veritate, sobre la veritat.
- 11. Περὶ κτίσεως καὶ γενέσεως Χριστου, De Creatione et Generatione Christi, sobre la creació i la generació de Crist.
- 12. De Prophetia, Sobre les profecies. Segons Jeroni d'Estridó l'obra portaria el títol De Prophetia sua, i faria referència a profecies del propi Melitó.
- 13. Περὶ φιλοξενίας, De Philoxenia s. De Hospitalilate, sobre l'hospitalitat.
- 14. Ἡ κλείς, Sobre els panys.
- 15. Περὶ τοῦ διαβόλου καὶ τῆς ἀποκαλύψεως Ἰωάννου, De Diabolo et de Apocalypsi Joannis, potser eren dos llibres, un sobre el diable i l'altre sobre l'Apocalipsi de Joan.
- 16. Περὶ ἐνσωμάτου Θεοῦ, De Deo Corpore induto, Sobre Déu revestit de cos. Segons un passatge d'Orígenes, Melitó sembla que hauria pensat que Déu tenia una forma corporal i que havia escrit en suport d'aquesta doctrina.
- 17. Πρὸς Ἀντωνῖνου Βιβλίδιου, Libellus (sc. supplex) ad Antoninum, una apologia en defensa del cristianisme.
- 18. Ἐκλογωαι, Eclogae, sc. ex Libris Vet. Testamenti, amb paral·lels entre els dos testaments
- 19. Περὶ σαρκώσεως Χριοτοῦ, De Incarnatione Christi, sobre l'encarnació de Crist, en almenys tres llibres i dirigit contra Marció.
- 20. Αόγος εἰς τὸ πάθος, Oratio in Passionem, oracions

Se li ha atribuït un llibre, De transitu Beatae Virginis existent encara en llatí, però no n'és lautor. Sense el nom de l'autor sur a la llista del Decret Gelasianum.
Melitó va fer el primer cànon cristià de l'Antic Testament, amb els llibres protocanònics, llevat del Llibre d'Ester, excloent alguns llibres deuterocanònics que fan servir avui les esglésies catòliques, ortodoxes, l'Església Ortodoxa Copta i algunes altres; coincideix, en bona part, amb el cànon jueu i protestant.
A Περὶ τοῦ πάσχα ("Homilia de Pasqua") queda palès que celebrava la Pasqua segons l'ús asiàtic, el 14 de Nissan, no el diumenge següent. Va ésser el primer a escriure sobre la coronació de Maria, basant-se en el capítol 12 de l'Apocalipsi, i sobre la identificació de Miquel arcàngel amb Crist, com a cap de l'exèrcit celestial. Sembla que era mil·lenarista
També a Περὶ τοῦ πάσχα parla, per primer cop, de la idea de deïcidi per part dels jueus, idea que va ésser adoptada pels sectors antisemites.